# برندان مک‌فارلین
برندان مک‌فارلین (به انگلیسی: Brendan McFarlane؛ زادهٔ ۱۹۵۱ – 

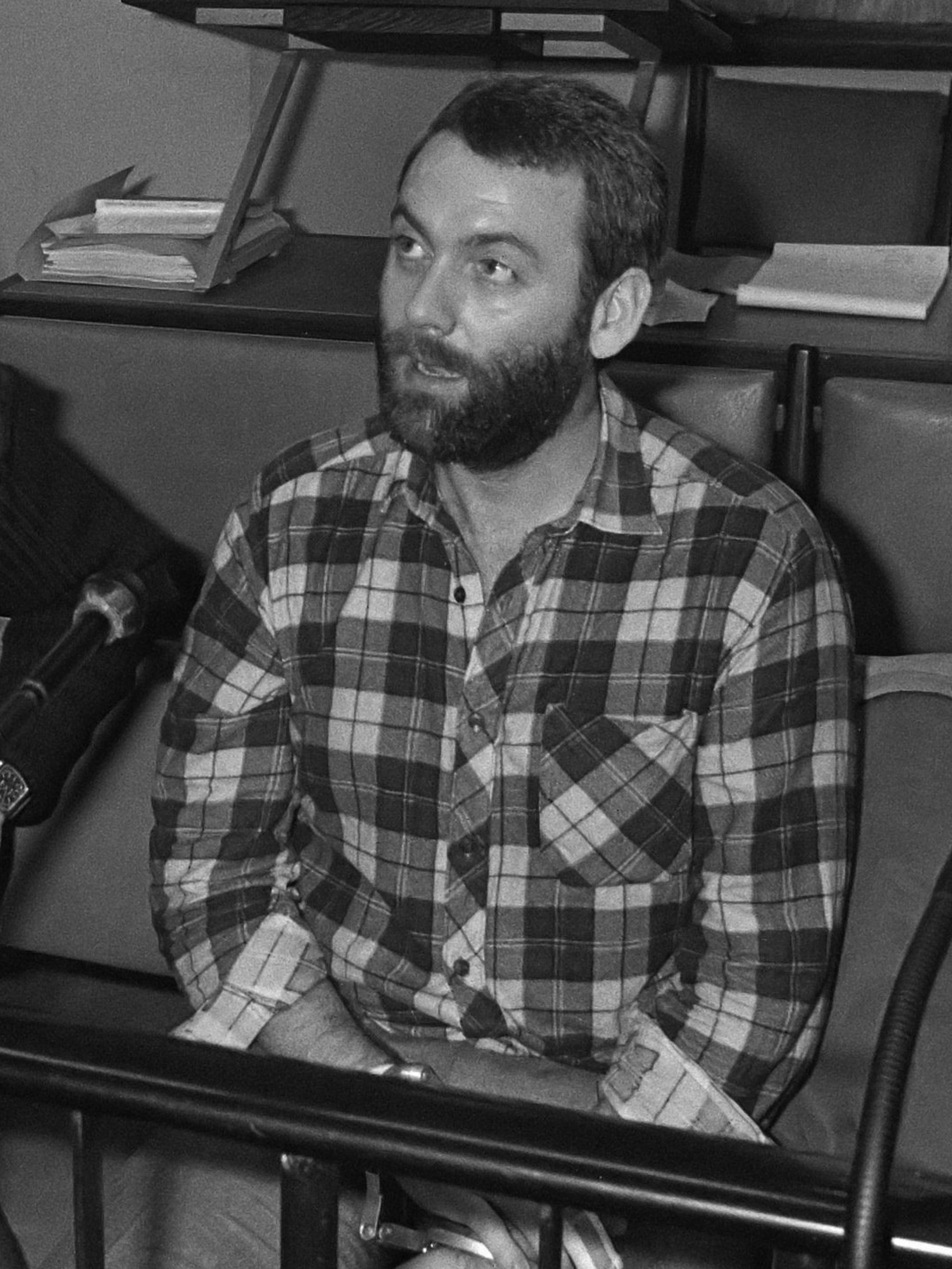
مک‌فارلین در ۱۹۸۶

درگذشتهٔ ۲۱ فوریهٔ ۲۰۲۵) فعال سیاسی جمهوری‌خواه اهل ایرلند بود. وی در یک خانوادهٔ کاتولیک رومی متولد شده و در منطقه اردوین در شمال بلفاست، ایرلند شمالی بزرگ شد. او در ۱۶ سالگی بلفاست را ترک کرد، تا به عنوان کشیش در یک مکتب الهیات در شمال ولز، آموزش ببیند. مک‌فارلین در سال ۱۹۶۹ میلادی به ارتش موقت جمهوری‌خواه ایرلند پیوست.

## سال‌های اولیه
مک‌فارلین در یک خانوادهٔ شدیداً مذهبی کاتولیک و در یک ناحیهٔ جمهوری‌خواه، اردوین در شمال بلفاست، بزرگ شد. او هنگامی که بسیار نوجوان بود، به عنوان دستیار کشیش در کلیسای محلی خدمت می‌کرد و زمانی که ۱۷ سال داشت به مکتب آموزش مسیحیت در ولز پیوست، جای که آموزش برای رسیدن به مقام کشیش را آغاز کرد. مک‌فارلین، متعاقب آغاز درگیری‌ها و پس از این‌که با چشمان خودش آشوب‌های خشونت‌آمیز را دید، در ۱۸ سالگی به ارتش موقت جمهوری‌خواه ایرلند پیوست.

## حمله به مِی‌خانهٔ بایاردو
در سال ۱۹۷۶ میلادی، مک‌فارلین در ارتباط به حمله بر می‌خانه بایاردو واقع در خیابان ابردین و ناحیهٔ پروتستان نشین بلفاست به‌نام شانکیل رود که در ۱۳ اوت ۱۹۷۵ رخ داده و در پی آن پنج نفر (سه مرد و دو زن) کشته شده و ۶۰ نفر دیگر زخم برداشت، محکوم به حبس ابد گردید. در یک مباحثه مجلس اعیان در سال ۱۹۹۵ میلادی، جری فیت که قبلاً از حزب سوسیال دموکرات و کارگر نمایندهٔ بلفاست غربی بود، ادعا نمود که مک‌فارلین سه عابر پیاده که در حال عبور از بایاردو بودند را به‌گونهٔ با سلاح مسلسل به قتل رساند، که گویا منفجره شده باشند. علت حمله بر می‌خانه این بود، که ادعا می‌شد نیروهای داوطلب اولستر (UVF) که منتسب به وفاداران بودند، به‌طور مکرر از این می‌خانه بازدید می‌کردند. ارتش جمهوری‌خواه ایرلند در نخست مسئولیت حمله بر این می‌خانه را نپذیرفت. این حمله به عنوان بخشی از خشونت‌های فرقهٔ شدید انجام شد، که بی‌سابقه نبود. ارتش جمهوری‌خواه ایرلند ۸۸ غیرنظامی پروتستان را در حملات مشابهی در ۱۹۷۴ – ۱۹۷۶ میلادی به قتل رساند که حملات تلافی جویانه در مقابل حملات وفاداران به کاتولیک‌ها در همین دوره بود، که طی آن ۲۵۰ غیرنظامی به قتل رسیده بودند.
بر بنیاد گزارش خبرنگار پیتر تایلر، این حمله توسط ارتش جمهوری‌خواه ایرلند به عنوان یک عمل تلافی جویانه در مقابل کمین‌زدن گروه موسیقی میامی مستقر در دوبلین، توسط نیروهای داوطلب اولستر در ۳۱ ژوئیهٔ ۱۹۷۵ بود که در نتیجه آن سه عضو این گروه تیرباران و کشته شدند. یکی از پنج نفری که در حمله بایاردو به قتل رسید، عضو نیروهای داوطلب اولستر به‌نام هاگ هاریس بود.

## زندان ماز – اعتصاب‌های غذا و فرار
مک‌فارلین تلاش نمود، تا با پوشیدن لباس کشیش در ۱۹۷۸ میلادی از زندان ماز فرار نماید. با ناکام شدن این کوشش، وضعیت دستهٔ ویژه از مک‌فارلین سلب گردیده و او به اعتصاب کثیف در بلاک‌های اچ ملحق شد.
لقب وی «بیک» گرفته شده از نام یک شرکت مشهور بیسکویت به‌نام مک‌فارلین لانگ بود، که حالا معروف به یونایتید بیسکویتس است. ریچارد اوراو، که نیز هم‌راه با مک‌فارلین در زندان بوده و نویسنده کتاب مردان پتو: داستانی ناگفته از اعتصاب غذای بلاک‌های اچ است، مک‌فارلین را به عنوان یک فردی که «دارای شش فوت قد و پر از رادمردی» بود و یک «آوازخوان عالی» که «شخصیت‌گیرا» داشت، توصیف نمود. اوراو هم‌چنین بیان داشت که مک‌فارلین از هواداران پر ذوق فوتبال گیلیک بود.
او در جریان اعتصاب غذای ۱۹۸۱ جمهوری‌خواهان که طی آن ۱۰ جمهوری‌خواه درگذشت، افسر فرمانده ارتش موقت جمهوری-خواه ایرلند در زندان ماز بود. او در مارس ۱۹۸۱ میلادی به عنوان افسر فرمانده جانشین بابی ساندز شد. زمانی که پرسیده شد چرا، گفته می‌شود که ساندز پاسخ داد: «چون تو اجازه می‌دهید من بمیرم». او چندی بعد، سال ۱۹۸۱ را چنین توصیف کرد: «احتمالاً بدترین سال زندگی‌ام. علی‌رغم دست‌آوردهای سیاسی، تلفات آن سال همیشه هم‌راه من است».
مک‌فارلین فرار از زندان ماز را رهبری کرد، فرار گروهی ۳۸ زندانی جمهوری‌خواه از زندان ماز در ۱۹۸۳ میلادی که در نتیجه آن یک زندانبان بر اثر ایست قلبی درگذشت. پانزده فراری ارتش جمهوری‌خواه ایرلند در مجاورت زندان و چهار تن دیگر در اواخر همان روز دست‌گیر شدند، اما ۱۹ تن آن‌ها موفق به فرار شده و سه فراری هرگز دوباره دست‌گیر نشدند. بلافاصله پس از فرار، مک‌فارلین و چند زندانی دیگر یک خانه روستایی دورافتاده در درومور، شهرستان داون را تصرف نموده و اعضای آن را گروگان گرفتند. هرچند وی یک نقشه و قطب‌نما و سایر اقلام ضروری را از این ملک با خود برد، اما به هیچ عضو خانواده، از جمله دو طفل کوچک و یک نوزاد، آسیبی نرسید. او و سایر فراری‌ها به سمت منطقه مرزی ایرلند حرکت نموده و به فرار ادامه دادند.
پس از فرار از زندان، مک‌فارلین فعالیت خود در ارتش جمهوری‌خواه ایرلند را از سر گرفت. در دسامبر ۱۹۸۳، او متهم به ربودن مدیر اجرائی سوپرمارکیت به‌نام دان تایدی، به منظور تأمین مخارج مالی ارتش جمهوری‌خواه ایرلند، گردید. این آدم‌ربایی، بخشی از یک سری آدم‌ربایی‌ها و سرقت‌های مسلحانه‌ای بود، که توسط شورای نظامی ارتش جمهوری‌خواه موقت برای تأمین منابع مالی ارتش، در اوایل دهه ۱۹۸۰ میلادی دستور داده شده بود. زمانی که تایدی داشت دختر ۱۳ ساله خود را به مکتب می‌برد، از طرف آنچه به عقیده او ایست بازرسی نیروهای پولیس ایرلند بود، متوقف گردید. اسلحهٔ بر پیشانی او گرفته شده و در موتر که در حال انتظار بود، افکنده شد. چند روز بعد تصویری از وی به اسوسیتد بریتیش فودز فرستاده شد، متعاقب آن تماسی دریافت گردیده و ربایندگان برای رهایی وی ۵ میلیون پوند ایرلندی درخواست نمودند.
پولیس ایرلند شمالی در نهایت در ۱۶ دسامبر ۱۹۸۳، رد تایدی و رباینده گان وی – همه چهار نفر – را در منطقه دیرادا وود در بالینامور، شهرستان لیتریم پیدا نمود. هنگام تبادل آتش که متعاقب آن تایدی توانست فرار کند، یک کارآموز پولیس و یک سرباز ارتش ایرلند (گاری شیهان و پاتریک کیلی) کشته شدند. آدم‌رباهای که تایدی را ربوده بودند، موفق به فرار شدند.
در ۱۶ ژانویهٔ ۱۹۸۶، مک‌فارلین هم‌راه با یک زندانی فراری دیگر به‌نام جری کیلی در کشور هلند دست‌گیر گردیدند، آن‌ها دوباره به ایرلند شمالی برگشت داده شده و مک‌فارلین بعداً در سال ۱۹۹۷ میلادی به قید التزام از زندان ماز آزاد گردید. در سال ۱۹۹۳ میلادی، او تنها زندانی بود که بیشترین وقت را در زندان ماز گذرانده بود.

## اتهامات آدم‌ربایی
در سال ۱۹۹۸ میلادی، مک‌فارلین نخست در جمهوری ایرلند به اتهام ربودن تایدی مجرم شناخته شد، اما او این حکم را بر مبنای این‌که نیروی پولیس یک تعداد مدارک حاوی اثر انگشت را از دست داده‌است، به چالش کشید – اثر انگشت‌ها، مدارک اصلی در این قضیه بودند. دادگاه عالی ایرلند در مارس ۲۰۰۶ فرمان داد، که دادگاه می‌تواند ادامه یابد.
مدارک پولیس ایرلند در ارتباط به اتهام ربودن تایدی مبنی بر شواهدی بود، که از محل آدم‌ربایی به‌دست آورده شده بود، از جمله یک کارتن شیر و یک ظرف پلاستیکی که روی آن‌ها اثر انگشت متهمین وجود داشت. هرچند این اقلام از مقر پولیس ایرلند در جریان نوسازی مفقود گردید، اما چون از این اثر انگشت‌ها عکس‌برداری شده بود، تحلیل‌های پزشکی قانونی روی آن انجام شد.
تاریخ دادگاه مک‌فارلین، ۳ اکتبر ۲۰۰۶ تعیین شده‌بود. با این حال، تیم حقوقی وی، یک بررسی قضایی ثانوی را در ماه مهٔ ۲۰۰۶ آغاز کردند، با استناد بر این‌که مک‌فارلین به علت «تاخیرهای سیستماتیک در پیشبرد دادگاه» ممکن است یک محاکمهٔ عادلانه دریافت نکند. دادگاه وی تا این‌که دادگاه عالی ایرند در ۸ دسامبر ۲۰۰۶ در رابطه به این موضوع فرمان صادر کرد، به تأخیر افتاد. با این همه، نمایندگان مک‌فارلین باز هم در مورد این تصمیم، فرجام‌خواهی کردند. فرجام‌خواهی آن‌ها در نهایت به تاریخ ۶ مارس ۲۰۰۸ مردود شمرده شد، دادگاه وی در ۱۱ ژوئن ۲۰۰۸ در دوبلین آغاز گردیده و تنها در ۲۶ ژوئن زمانی که مدارک پولیس ایرلند بی‌اعتبار گفته شد، محکمه به تأخیر افتاد.
در سپتامبر ۲۰۱۰، پس از حکم دادگاه حقوق بشر اروپا، به مک‌فارلین غرامت داده‌شد. دادگاه دریافت که فرایندهای قضایی در ارتباط به قضیهٔ آدم‌ربایی مدیر اجرائی سوپرمارکیت، دان تایدی «به‌طور غیرموجه طولانی» شده‌است. به حکومت ایرلند دستور داده شد تا مبلغ ۵٬۴۰۰ یورو به عنوان غرامت در مقابل آسیب‌های وارد شده و مبلغ ۱۰٬۰۰۰ یورو برای هزینه‌های حقوقی، بپردازد.

## سایر فعالیت‌ها
در اوت ۲۰۰۴، جری آدامز پیشنهاد نمود که ارتش جمهوری‌خواه ایرلند ممکن‌است منحل گردد، تا از وجود آن به عنوان بهانه-ی برای تأخیر تفاهم‌نامهٔ برای تشریک-قدرت که شامل جمهوری‌خواهان نیز می‌گردد، استفاده صورت نگیرد. یک هیئت ارتش جمهوری‌خواه ایرلند که شامل مک‌فارلین نیز بود با تیپ ارتش موقت جمهوری‌خواه ایرلند در آرمای جنوبی ملاقات نمودند تا ملاحظات آدامز مبنی بر خودداری از ایجاد شکاف میان گروه‌ها را به بحث بگیرند.
وی مدتی نیز عضو «کمیته زندانیان پیشین» بود، سازمانی که برای رفاه زندانیان پیشین جمهوری‌خواه کار می‌کند.
شین فین او را به عنوان یک کارگر داوطلب توصیف می‌کند، او یک حامی پر طنین موضع‌های سیاسی این حزب بوده‌است که هم در کنار جری آدامز و هم در کنار جری کیلی در همایش‌ها حضور داشته و حمایت زندانیان پیشین را در مسیری که حزب روان است، جلب می‌کند.
مک‌فارلین یک گروه موسیقی، توان، را نیز بنیان‌گذاری کرده‌است، که به‌طور منظم در حلقهٔ سرگرمی جمهوری‌خواهان اجراء می‌کند. او هم‌چنین به‌طور بسیار مکرر درها تفیلد هوز که یک می‌خانه مشهور در شهرستان هالی‌لندز در بلفاست است، اجراء می‌نماید.
مک‌فارلین هم‌چنین با جنبش ملی‌گرای باسک که یک جنبش بنیادگرا است، هم‌دردی نشان داده و رسانه‌های باسکی و هسپانیایی با وی در رابطه به موضوع فرایند صلح باسک و پیشنهاد رهایی زندانیان اتا (ETA) مصاحبه نموده‌اند. او زندانیان اتا را به عنوان کسانی توصیف نموده‌است، که هم‌مانند جمهوری‌خواهان ایرلند، در یک «مشقت مشروع» دخیل بوده‌اند.

## زندگی شخصی
وی ازدواج کرده‌ و صاحب فرزند بود و در بلفاست شمالی زندگی می‌کرد.

## ارجاعات فرهنگی
در فیلم ۲۰۱۷ تحت عنوان ماز به کارگردانی استیفن بورک که فرار از زندان ۱۹۳۸ را به نمایش درآورد، بازیگر تیم کرید نقش مک‌فارلین را بازی می‌کند.